# コナコヴォ

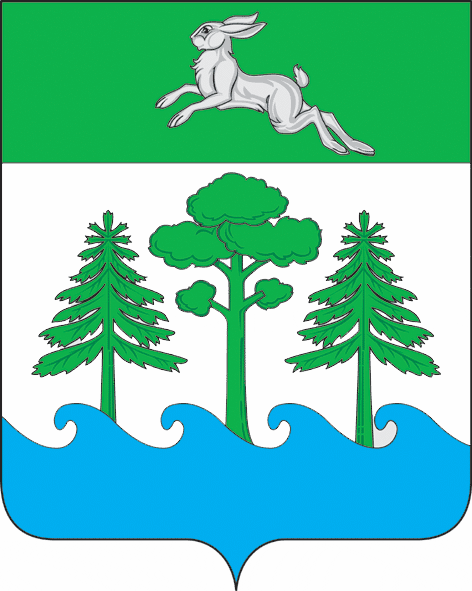
コナコヴォの紋章

座標: 北緯56度42分 東経36度47分 / 北緯56.700度 東経36.783度
コナコヴォ（ロシア語: Конаково, Konakovo 発音）は、ロシアのトヴェリ州にある都市。人口は3万3560人（2021年）。モスクワから北西へ120km、州都トヴェリからは南東へ82km。ヴォルガ川を堰き止めたイヴァンコヴォ貯水湖の右岸（南側）にある。コナコヴスキー地区の行政中心地。

## 歴史
1806年、この地にクズネツォヴォ（Кузнецово）の村ができた。1820年代末には陶磁器およびファイアンス陶器（錫釉陶器）の工場が建設され、その評価と需要が高まるとともにクズネツォヴォも大きくなった。1930年、町は革命家ポルフィリ・コナコフの栄誉をたたえてコナコヴォと改名され、1937年に市に昇格した。

## 経済・交通

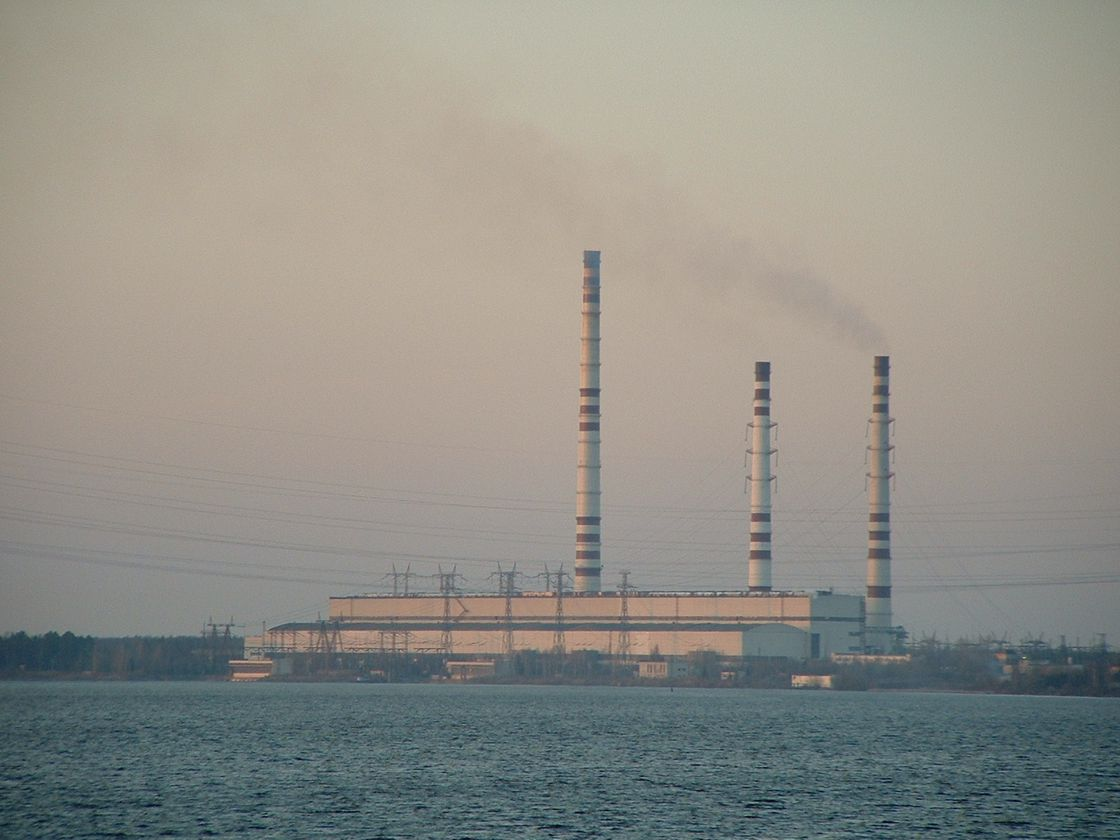
コナコヴォ火力発電所

コナコヴォ最大の企業は、街の北東にあるコナコヴスカヤ火力発電所（Konakovskaya GRES）である。1969年に操業し天然ガスで動いているこの発電所は、政府が半分を所有する独占電力会社統一エネルギーシステムが運営していたが、2004年に独立し他の3つの火力発電所とともにOGK-5（第5卸売電力株式会社）を構成するようになった。2008年からイタリアの大手電力会社エネルがOGK-5の過半数を取得している。また19世紀以来の陶磁器・ファイアンス陶器工場も操業している。その他の産業には建材や工具などがある。
コナコヴォにはイヴァンコヴォ湖に面した船着き場があり、上流のトヴェリおよびダムのすぐ下流のドゥブナとの間を結んでいる。またモスクワ-トヴェリ-サンクトペテルブルクを結ぶ鉄道本線からの枝線がこの街に届いている。